# Paul Bulcke

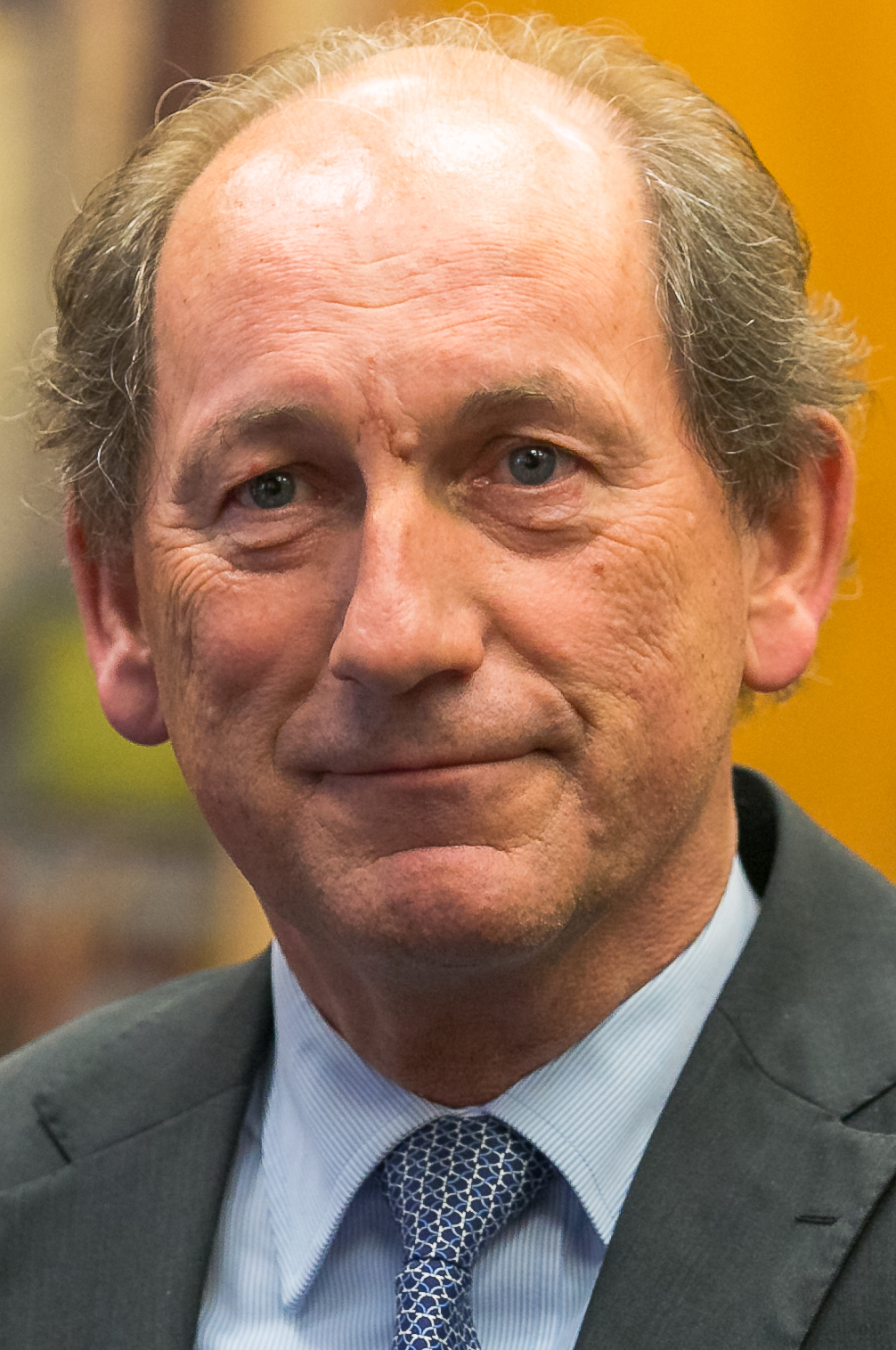
Paul Bulcke (2016)

Paul Bulcke (* 8. September 1954 in Roeselare, Belgien) ist ein belgisch-schweizerischer Manager. Er ist seit 2017 Präsident des Verwaltungsrates von Nestlé.

## Werdegang
Bulcke studierte von 1972 bis 1976 Wirtschaftsingenieurwesen an der Katholieke Universiteit Leuven. Daran schloss sich ein Aufbaustudium im Management an der Universität Gent an. Von 1977 bis 1979 arbeitete er als Finanzanalyst der Scott Graphics Int., Belgien. 1979 wechselte er zu Nestlé, wo er bis 1980 Leiter des Marketing Trainees war. Dann wurde er Verkaufs- und Marketingleiter von Nestlé Chile, Ecuador und Peru, was er bis 1996 blieb. Als Market Head war er in verschiedenen Ländern tätig, darunter Portugal (1996–1998), Tschechien und Slowakei (1998–2000) und Deutschland (2000–2004). Im Jahr 2004 wurde er Vize-Geschäftsführer und war zuständig für die USA, Kanada, Lateinamerika und die Karibik. Nach dem Rücktritt von Peter Brabeck-Letmathe im April 2008 als Vorsitzender der Konzernleitung von Nestlé übernahm er dessen Position. Im April 2017 folgte er Brabeck-Letmathe als Präsident des Verwaltungsrates nach.
Bulcke war einer der sechs stellvertretenden Vorsitzenden des 41. Jahrestreffens des Weltwirtschaftsforum Davos 2011 im Januar 2011.
Bulcke ist verheiratet, hat drei erwachsene Kinder und wohnt in Crésuz im Kanton Freiburg. 2018 nahm er die Schweizer Staatsbürgerschaft an, er ist belgisch-schweizerischer Doppelbürger.

## Mitgliedschaften
- Geschäftsführer der „Beverage Partners Worldwide S.A.“
- Verwaltungsrat der Roche Holding
- Verwaltungsrat bei L’Oréal
- Verwaltungsrat bei Cereal Partners Worldwide (Gemeinschaftsunternehmen von Nestlé und General Mills)
- Stiftungsrat bei Avenir Suisse
- Vizegeschäftsführer der Dreyer’s Grand Ice Cream Holdings, Inc. (USA)
- Geschäftsführer von Nestlé Brasilien
- Geschäftsführer von Nestlé Chile
- Mitglied der „Swiss-Latin American Chamber of Commerce“